# Segovia

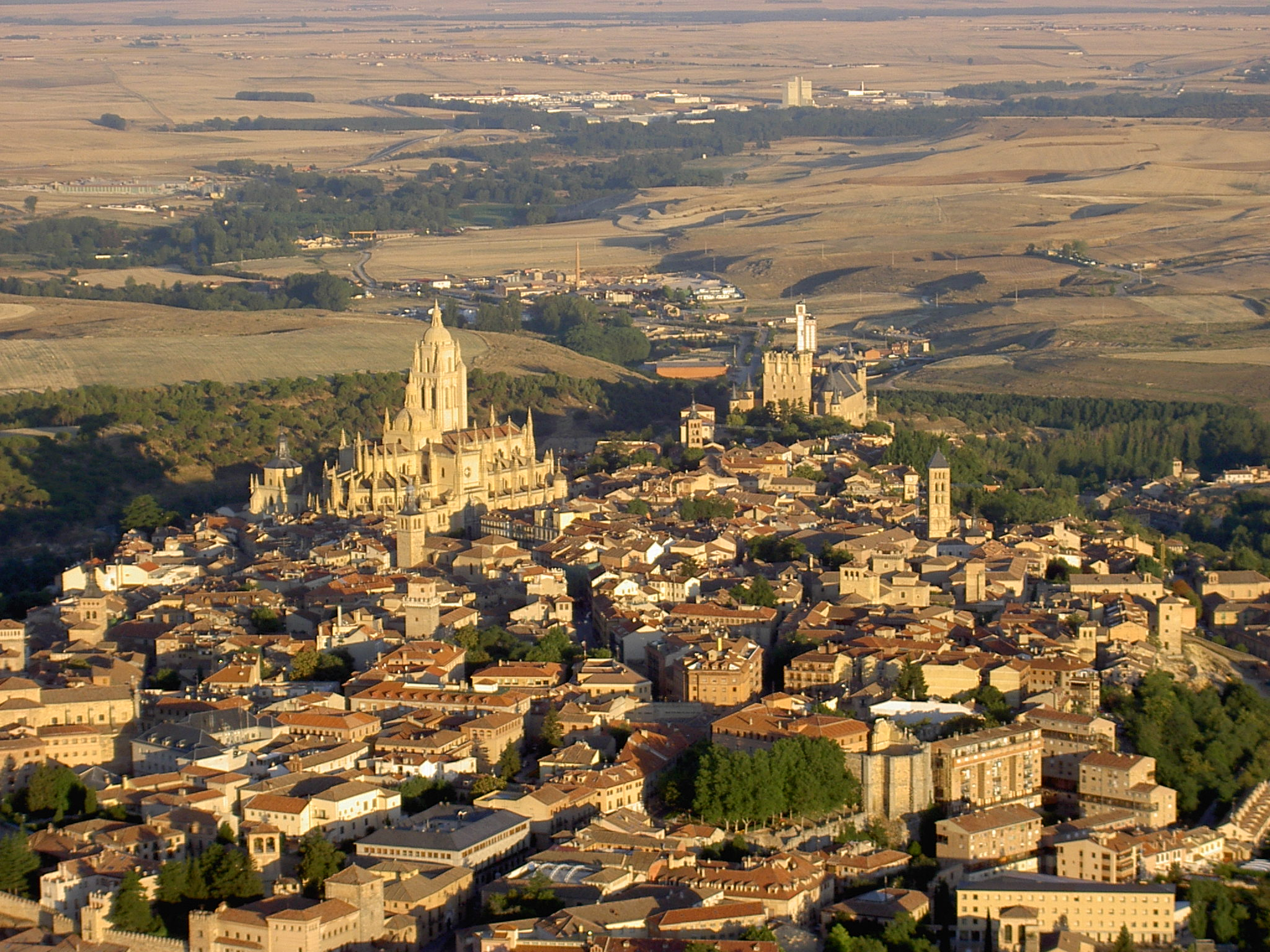
Luftbild von Segovia mit Kathedrale und Alcázar

Segovia ist eine historisch und kulturell bedeutsame Stadt in Zentralspanien mit 51.525 Einwohnern (Stand: 2024). Sie ist Verwaltungssitz der gleichnamigen Provinz Segovia in Kastilien und León und Sitz des römisch-katholischen Bistums Segovia. In der Stadt befindet sich auch ein Campus der Universität Valladolid und ein Standort der privaten IE University.
Segovia zählt zusammen mit Toledo und Ávila zu den drei historischen Metropolen in der Umgebung der spanischen Hauptstadt.

## Toponym
Der Name Segovia leitet sich vom keltiberischen Ethnikon Segoviensis ab, was keltiberisch eventuell Festung bedeutet.

## Lage und Klima
Die Stadt liegt auf der nordwestlichen Seite der Sierra de Guadarrama etwa 90 km (Fahrtstrecke) nordwestlich von Madrid auf einer etwa 1000 m hohen Felszunge, die sich von Ost nach Westen ausdehnt. Nördlich der historischen Altstadt fließt der Fluss Eresma, südlich der Westspitze fließt der Fluss Clamores. Beide fließen am Fuß des Alcázar zusammen, der Burganlage im nordwestlichen Zipfel der von einer Befestigungsanlage umgebenen Altstadt. 

### Klimatabelle
|                        | Jan | Feb  | Mär  | Apr  | Mai  | Jun  | Jul  | Aug  | Sep  | Okt  | Nov  | Dez |   |      |
| Mittl. Temperatur (°C) | 4,3 | 5,8  | 8,6  | 9,7  | 14,0 | 19,0 | 22,2 | 22,1 | 17,7 | 13,0 | 7,6  | 5,1 | ⌀ | 12,5 |
| Mittl. Tagesmax. (°C)  | 8,2 | 10,4 | 13,9 | 15,1 | 19,7 | 25,8 | 29,7 | 29,4 | 24,0 | 18,0 | 11,8 | 8,8 | ⌀ | 17,9 |
| Mittl. Tagesmin. (°C)  | 0,3 | 1,1  | 3,2  | 4,2  | 8,2  | 12,1 | 14,6 | 14,8 | 11,4 | 7,9  | 3,4  | 1,3 | ⌀ | 6,9  |
|                        |     |      |      |      |      |      |      |      |      |      |      |     |   |      |
| Niederschlag (mm)      | 38  | 31   | 30   | 44   | 66   | 43   | 17   | 20   | 28   | 59   | 52   | 46  | Σ | 474  |
|                        |     |      |      |      |      |      |      |      |      |      |      |     |   |      |
| Sonnenstunden (h/d)    | 4,0 | 5,4  | 6,5  | 7,1  | 8,1  | 10,5 | 11,5 | 10,6 | 8,2  | 5,7  | 4,2  | 3,5 | ⌀ | 7,1  |
|                        |     |      |      |      |      |      |      |      |      |      |      |     |   |      |
| Regentage (d)          | 6,9 | 6,0  | 5,9  | 8,0  | 10,1 | 4,8  | 2,7  | 3,0  | 4,7  | 8,9  | 8,6  | 8,2 | Σ | 77,8 |
|                        |     |      |      |      |      |      |      |      |      |      |      |     |   |      |
| Luftfeuchtigkeit (%)   | 74  | 66   | 59   | 59   | 57   | 48   | 39   | 40   | 50   | 63   | 72   | 75  | ⌀ | 58,5 |

| 0,3 |

| 1,1 |

| 3,2 |

| 4,2 |

| 8,2 |

| 12,1 |

| 14,6 |

| 14,8 |

| 11,4 |

| 7,9 |

| 3,4 |

| 1,3 |

| 0,3 |

| 1,1 |

| 3,2 |

| 4,2 |

| 8,2 |

| 12,1 |

| 14,6 |

| 14,8 |

| 11,4 |

| 7,9 |

| 3,4 |

| 1,3 |

## Bevölkerungsentwicklung
| Jahr      | 1857   | 1900   | 1950   | 2000   | 2018   | 2022   |
| Einwohner | 10.339 | 14.547 | 29.568 | 54.032 | 51.683 | 50.802 |

Die Landflucht infolge der Mechanisierung der Landwirtschaft führte in der zweiten Hälfte des 20. Jahrhunderts zu einem deutlichen Bevölkerungswachstum. Darüber hinaus wurden in den 1970er Jahren mehrere kleine Dörfer der Umgebung eingemeindet. Die Stadt wächst jedoch deutlich langsamer als die boomende Hauptstadtregion, denn die dünn besiedelte Umgebung bietet außer dem Tourismus nur wenig wirtschaftliches Potenzial.

## Wirtschaft
Segovia ist das Zentrum einer agrarisch genutzten Region; in der Stadt haben sich bereits früh Händler und Tagelöhner niedergelassen; aus letzteren entwickelten sich allmählich Handwerks- und Dienstleistungsberufe. In den letzten Jahrzehnten des 20. Jahrhunderts sind zwei Industrieparks entstanden.

## Geschichte

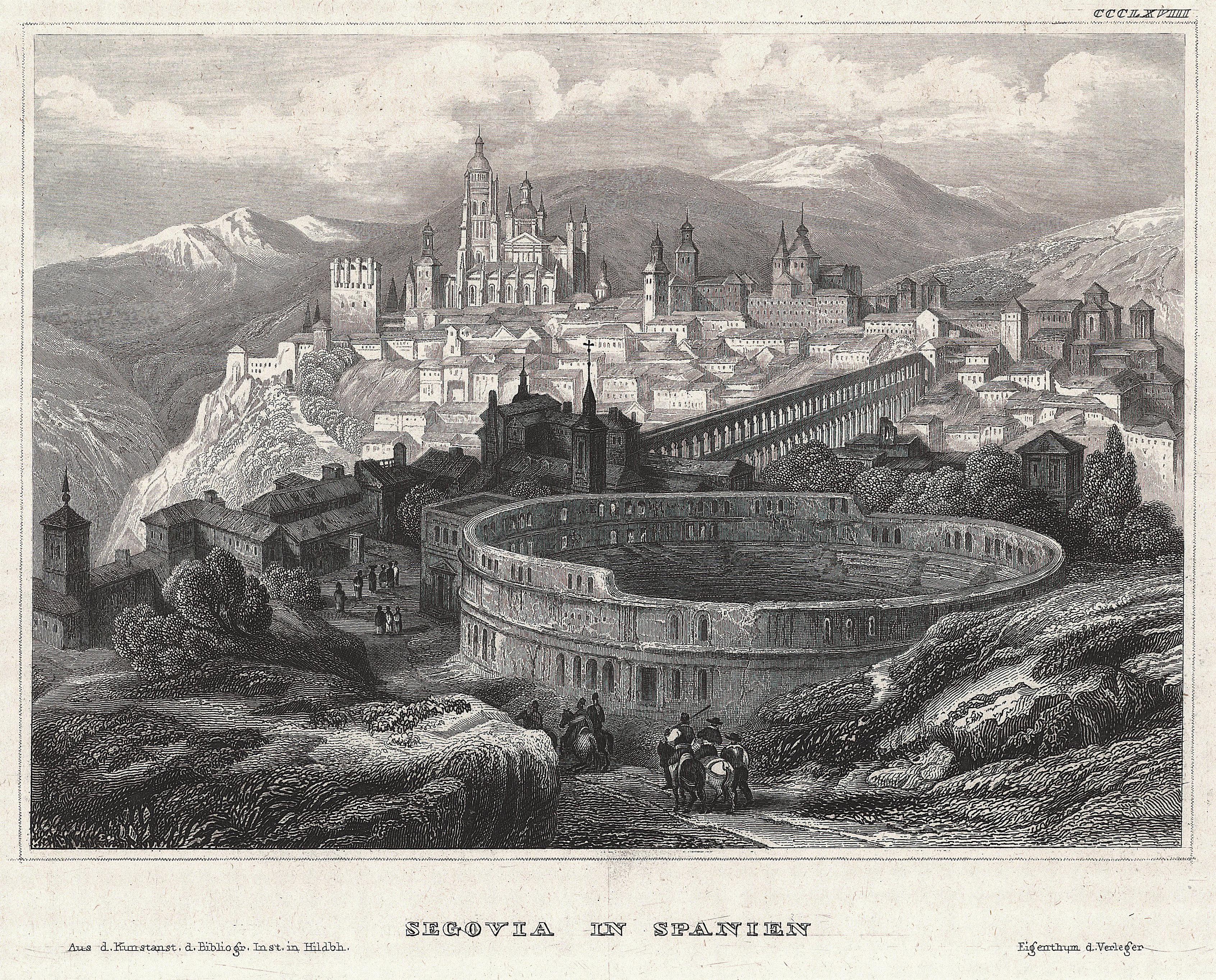
Blick auf Segovia um 1840, mit der Plaza de toros de Segovia im Vordergrund

Der Legende nach wurde Segovia von Herkules dem Ägypter, einem Urenkel Noahs, um das Jahr 1076 v. Chr. gegründet. Im ersten Jahrtausend v. Chr. siedelten hier die keltischen Vaccaei. Plinius berichtet von dem Widerstand dieses Volkes gegen die Römer um 80 v. Chr. Segovia trat als Stadt in Erscheinung, in der zuvor eine keltische Burg existiert haben muss, von der aus der große Widerstand gegen die Römer ausging. Die Stadt wurde dennoch eingenommen. Danach begann der Aufbau als römische Stadt, die ihren römischen Namen behalten hat. Der Ort wurde wichtiger Heeresstützpunkt der Römer an einer zentralen Route von Norden nach Süden. Aus dem 1./2. Jahrhundert n. Chr. stammt der römische Aquädukt von Segovia.
In der zweiten Hälfte des 5. Jahrhunderts wurde Segovia Teil des Westgotenreichs. Die bereits zur Römerzeit begonnene Christianisierung der Region kam zum Abschluss. In der Zeit vom 8. bis ins 11. Jahrhundert war Segovia in maurischem Besitz. Die islamische Eroberung spiegelt sich – aus der Perspektive der Reconquista – in der Geschichte von San Frutos und seinen Geschwistern. Im Jahr 1085 eroberte Alfons VI. die Stadt. Vom 13. bis zum 15. Jahrhundert war sie Königsresidenz; im Jahr 1474 wurde hier Isabella zur Königin von Kastilien ausgerufen.
Im Jahr 1520 schloss sich Segovia dem Comuneros-Aufstand an. Trotz dessen gewaltsamer Niederschlagung verzeichnete die Stadt wirtschaftliche Erfolge, so dass die Bevölkerung Ende des 16. Jahrhunderts auf etwa 27.000 Einwohner angewachsen war. Im 17. Jahrhundert folgte ein wirtschaftlicher Niedergang, am Ende des Jahrhunderts war die Bevölkerungszahl auf ca. 8.000 Einwohner gesunken.
Während der Napoleonischen Kriege auf der Iberischen Halbinsel wurde die Stadt im Jahr 1808 geplündert.

## Sehenswürdigkeiten
- Der innerhalb der noch teilweise erhaltenen Stadtmauer liegende historische Stadtkern. Segovia mit seinen Kirchen und zahlreichen Monumenten und Profanbauten ist besonders sehenswert und gehört seit 1985 zum UNESCO-Welterbe.
- Zu den Hauptsehenswürdigkeiten zählt die Burganlage im Westen der Altstadt. Der Alcázar ist eine Palastfestung, die sich über dem Zusammenfluss der Flüsse Eresma und Clamores erhebt.
- Die spätgotische Kathedrale im Zentrum der Altstadt wurde auf Anordnung Kaiser Karls V. in den Jahren von 1525 bis 1577 errichtet. Die 67 m überspannende Vierungskuppel und der 88 m hohe schlanke Turm stammen in ihrer heutigen Form aus dem 17. Jahrhundert.
- Der Aquädukt im Osten der Altstadt ist ca. 28 m hoch und 728 m lang. Er hat 118 Bögen und stammt aus dem 1./2. Jahrhundert n. Chr. Er versorgte bis 1974 die Stadt mit Wasser aus dem über 18 km weit entfernten Fluss Río Frío.
- Die im 14. Jahrhundert erbaute Puerta de San Andrés sowie der Torre de Lozoya sind Teil der ehemaligen Stadtbefestigung.
- Der eigenartige Renaissancebau der Casa de los Picos stammt aus dem ausgehenden 15. Jahrhundert.
- Innerhalb der Altstadt stehen mehrere romanische Kirchen – die meisten von ihnen haben eine durch Arkaden geöffnete Südvorhalle (portico oder galería porticada), über deren ehemalige Funktion (Gerichtshalle, Versammlungsort, Wandelgang etc.) Unklarheit besteht. Insbesondere sind zu nennen die Kirchen: San Clemente, San Esteban, San Juan de los Caballeros, San Lorenzo, San Martín, San Millán und Santísima Trinidad, aber auch die Kirchen San Andrés, San Justo, San Nicolás, San Quirce und San Sebastián sind durchaus sehenswert.

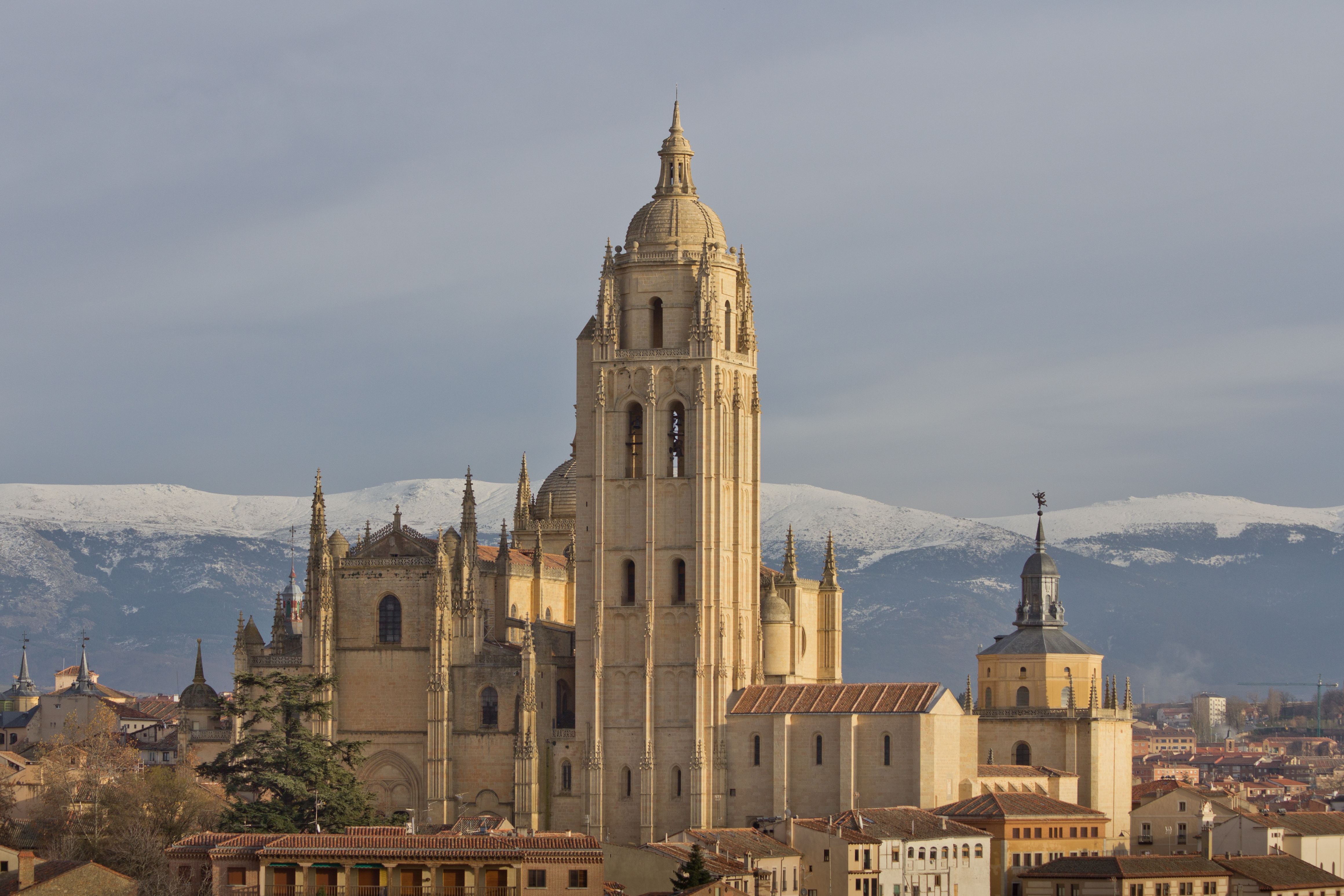
Kathedrale von Segovia
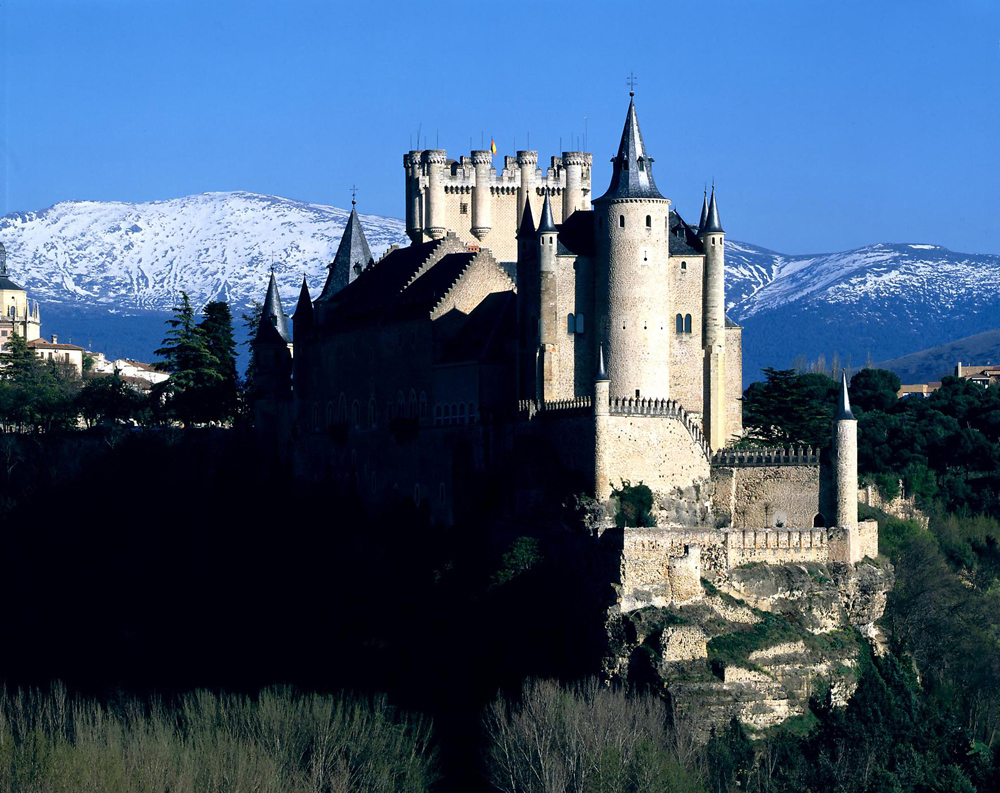
Alcázar von Segovia (von Westen)
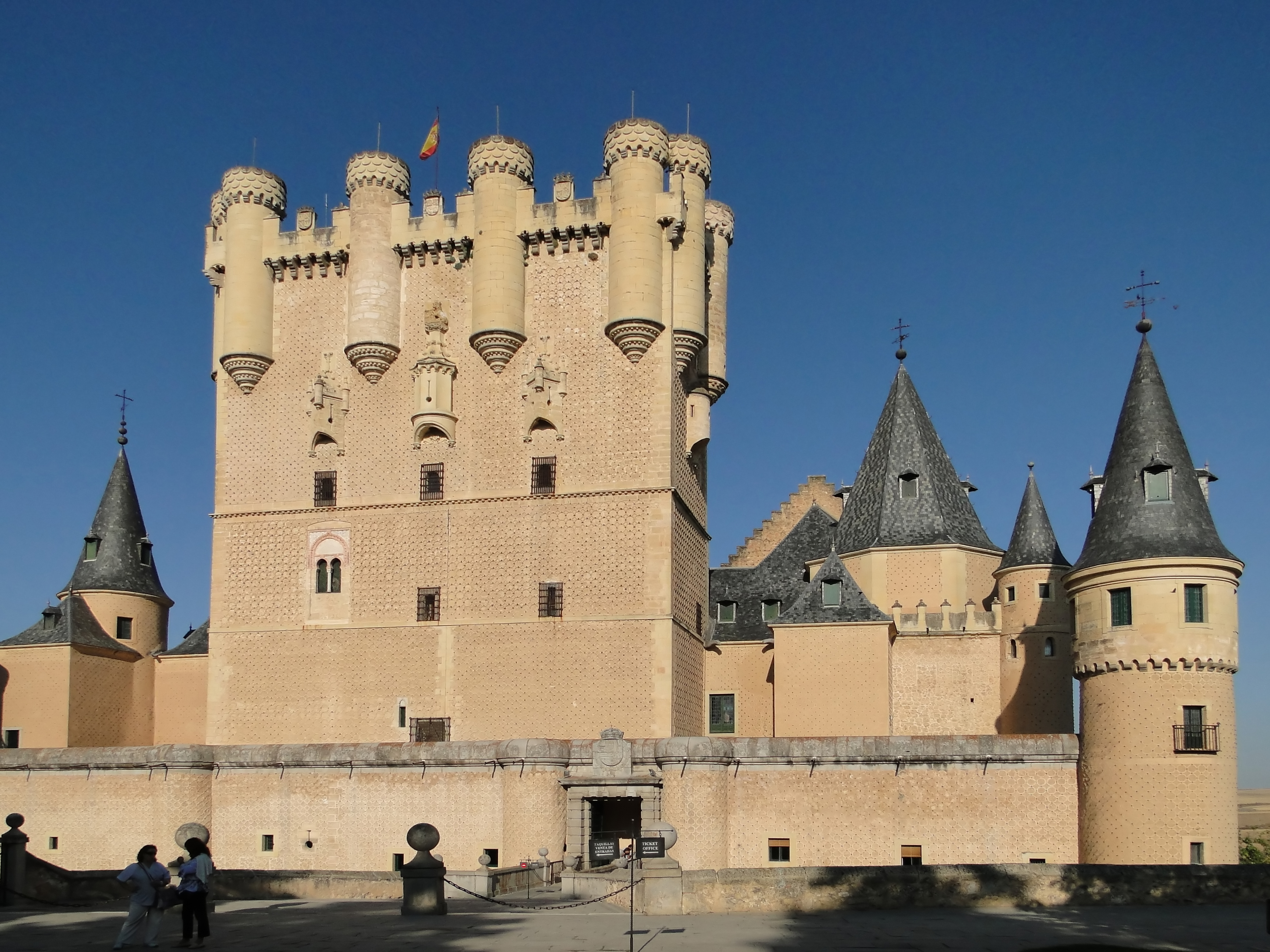
Alcázar von Segovia (von Osten)
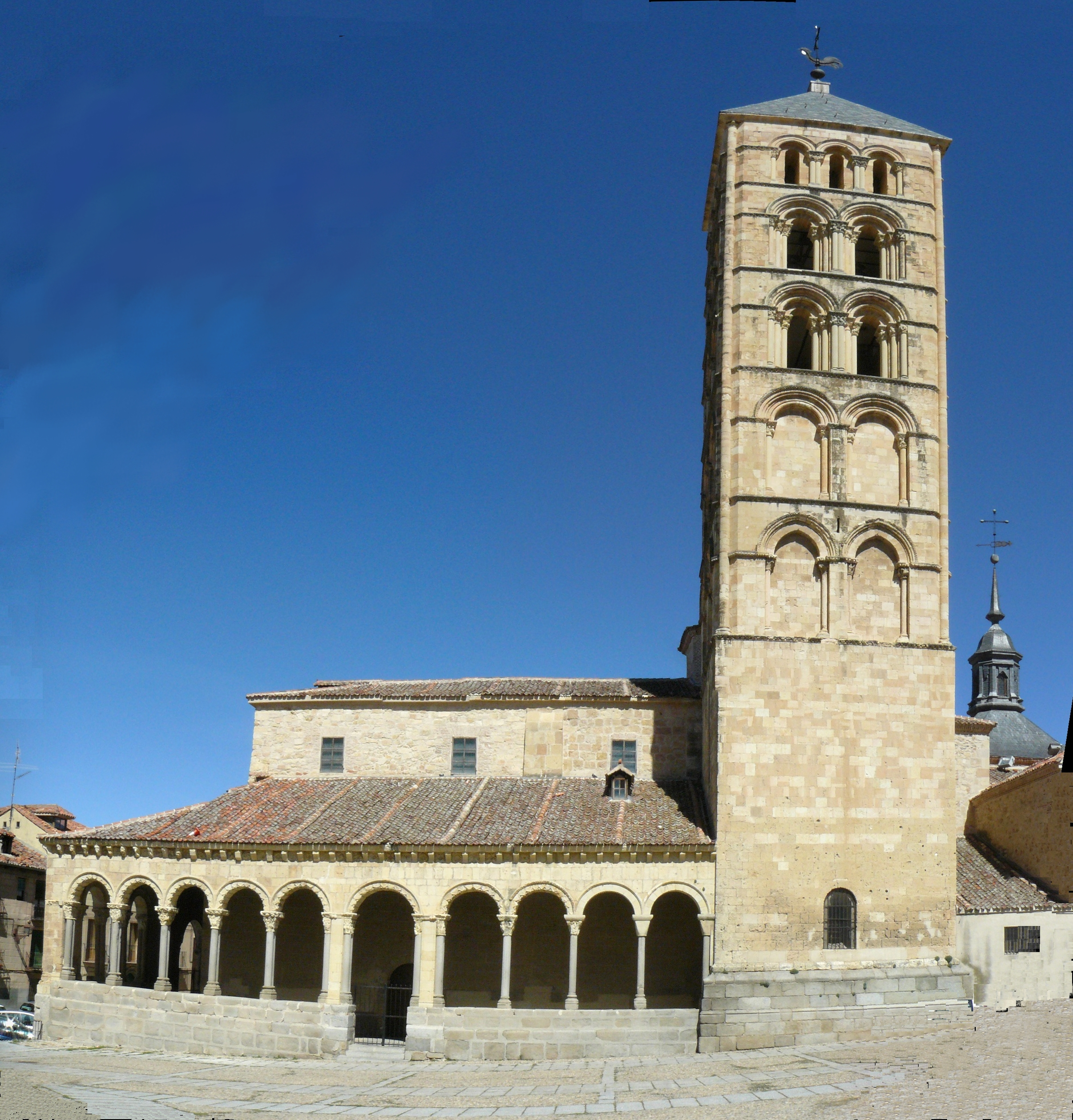
Iglesia San Esteban
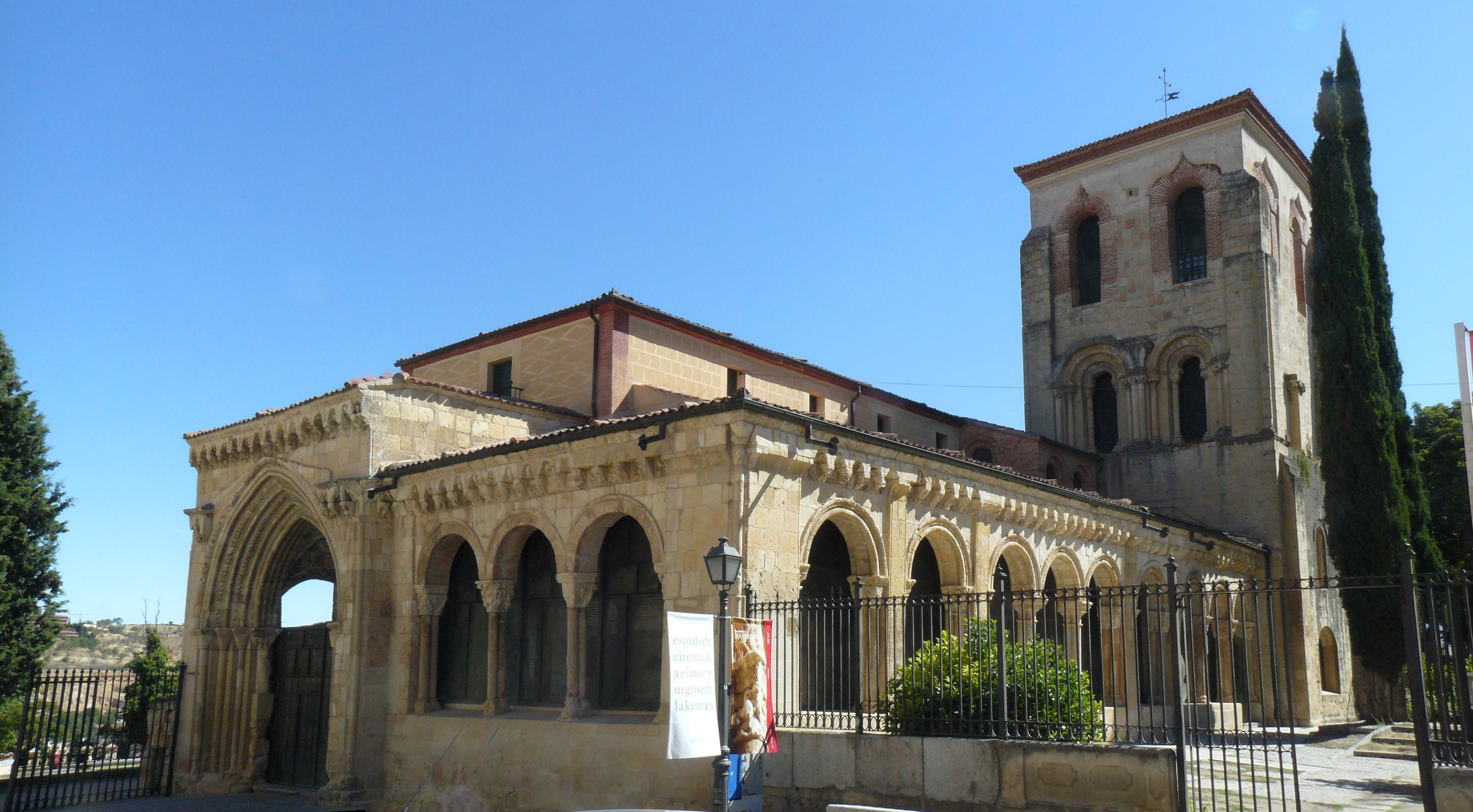
Iglesia San Juan de los Caballeros
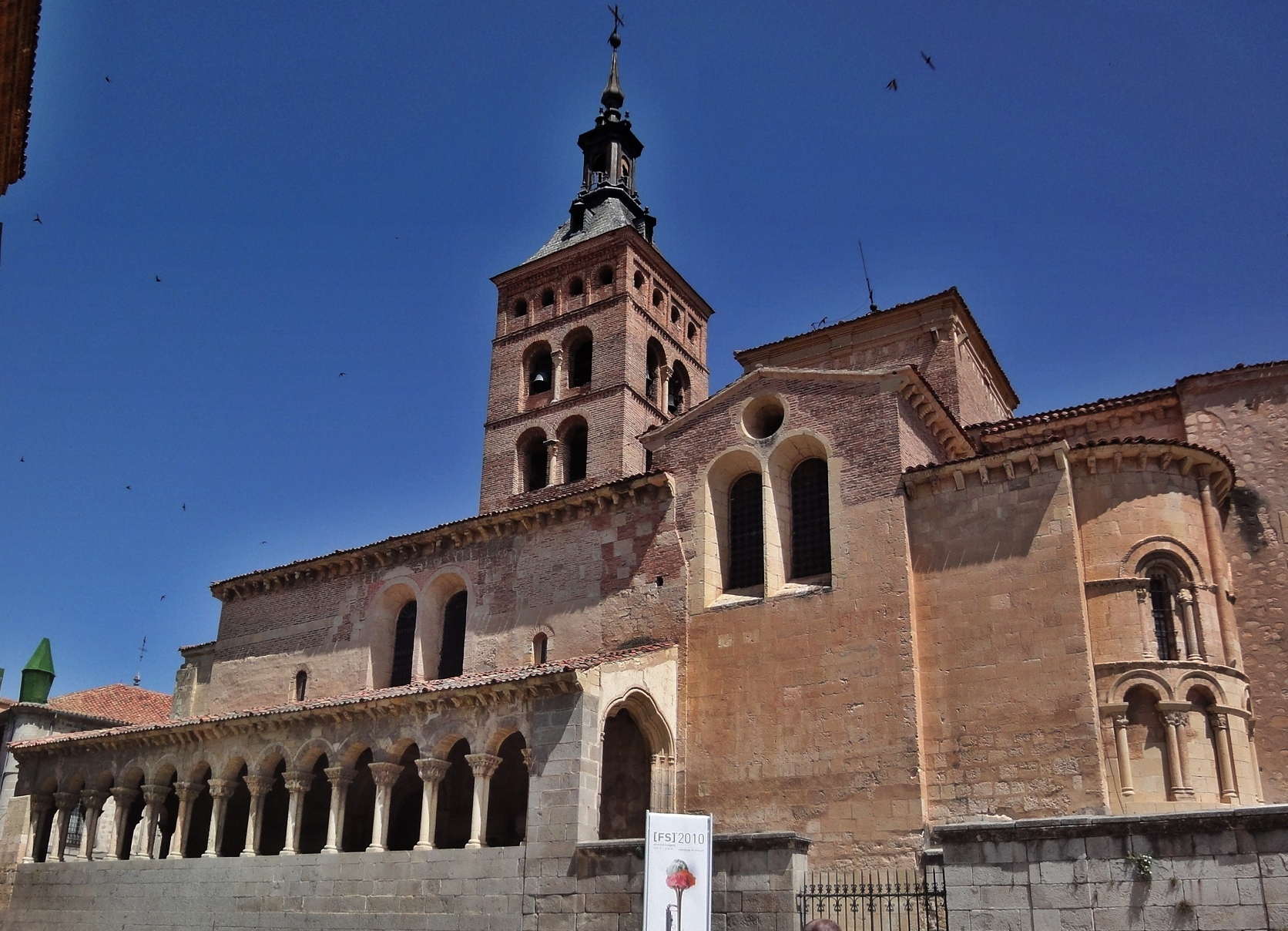
Iglesia San Martín
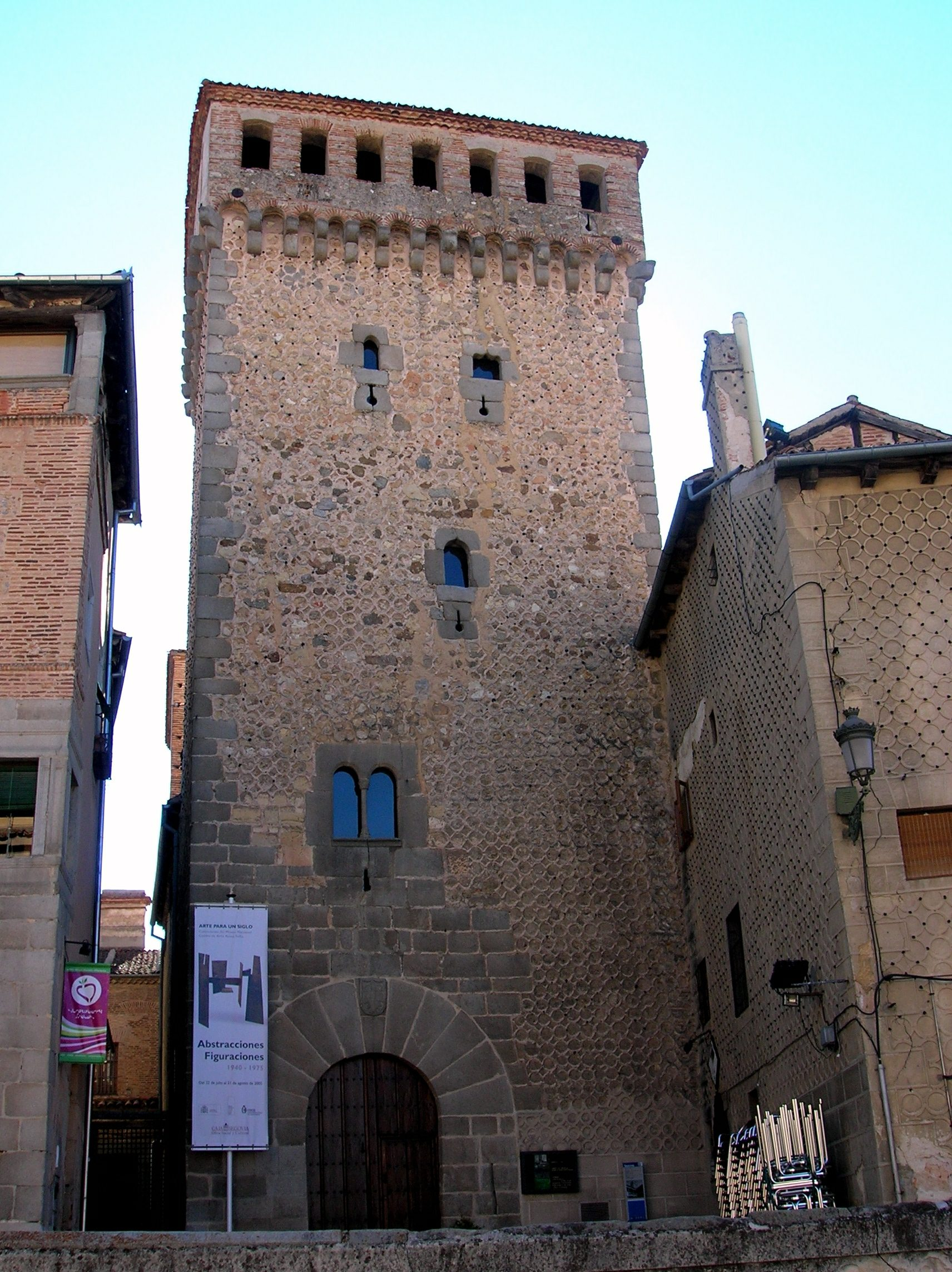
Torre de Lozoya
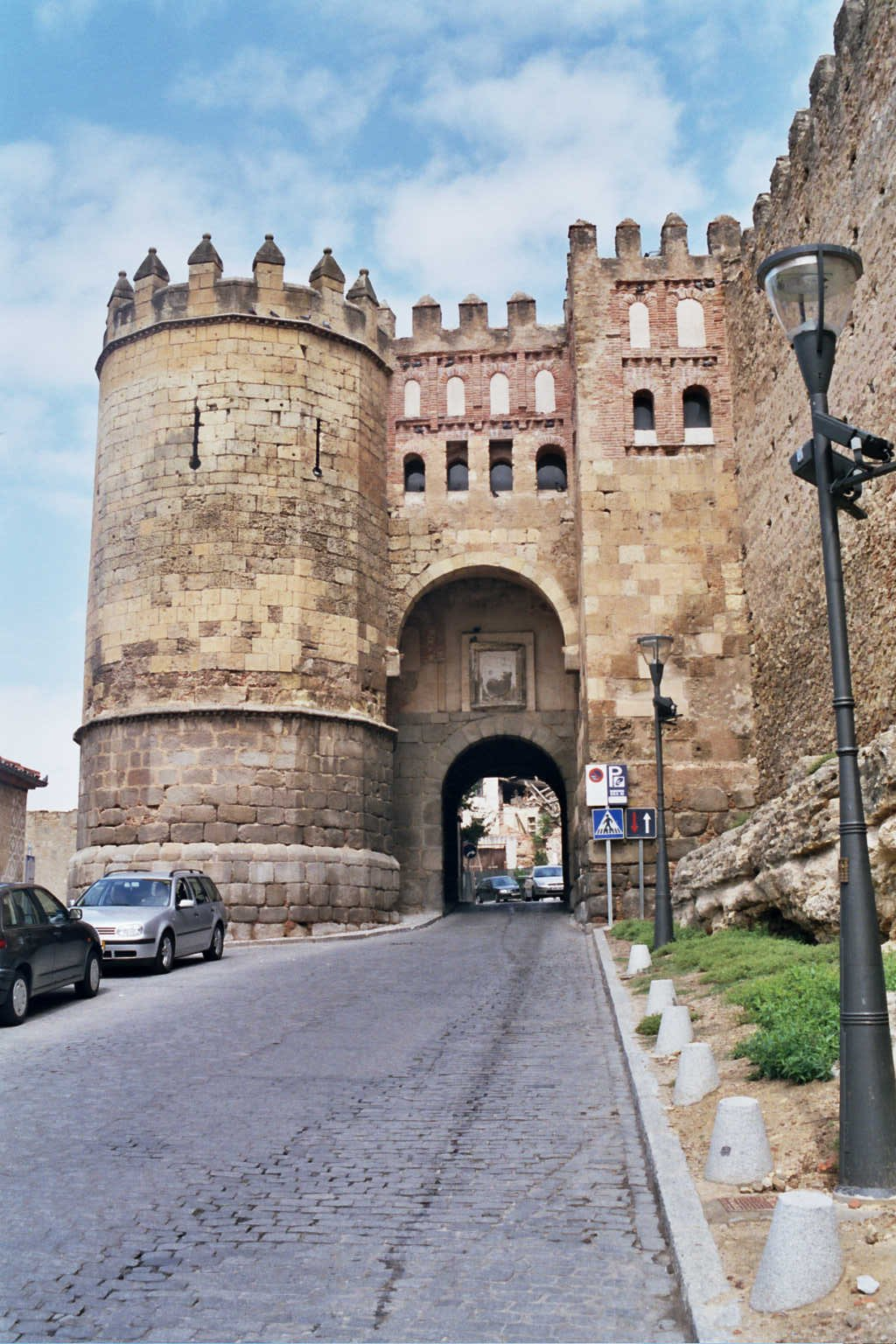
Puerta San Andrés
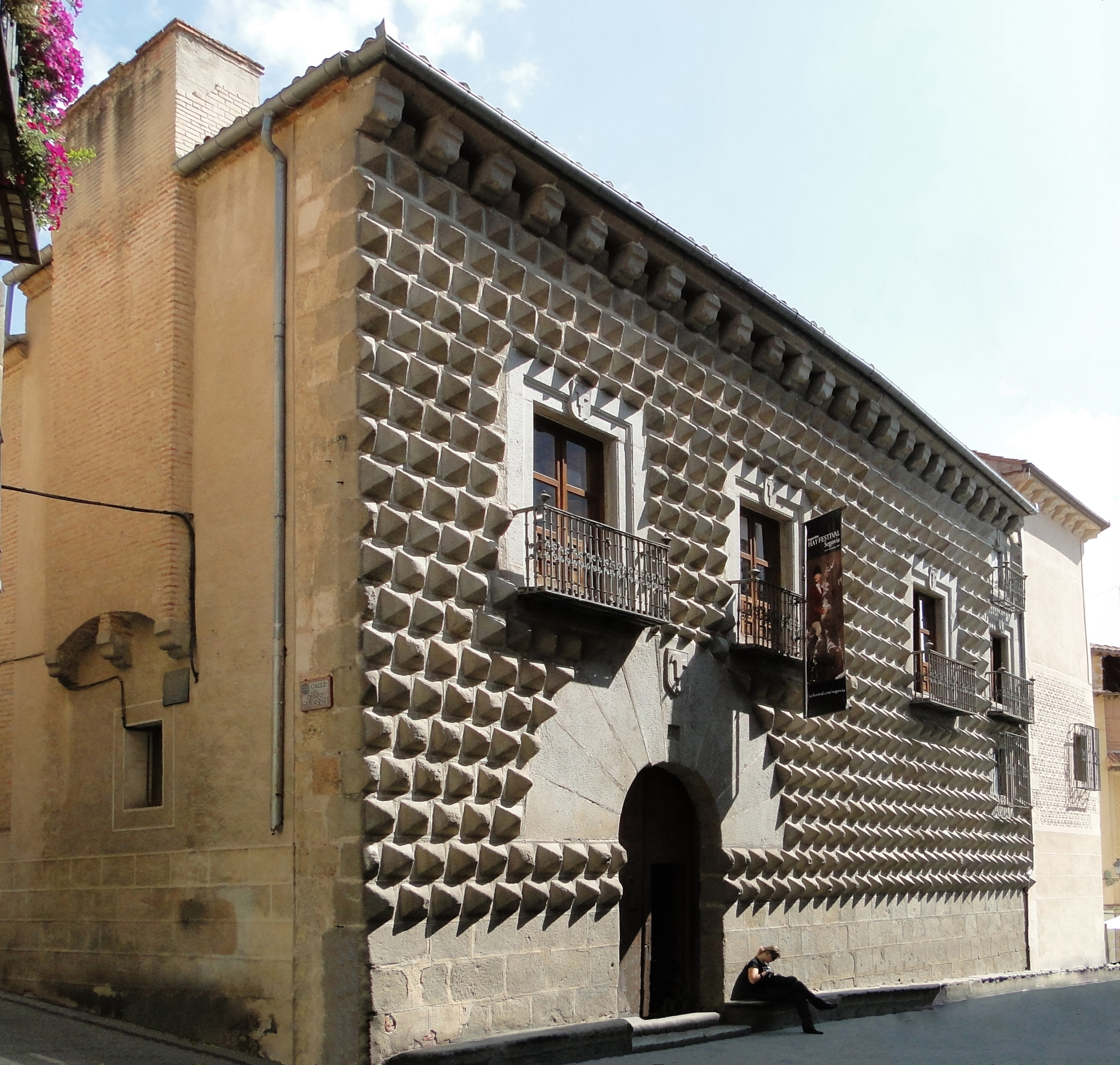
Casa de los Picos

Umgebung
- Die etwa 1 km außerhalb der Stadt gelegene zwölfeckige Kirche Vera Cruz wurde im Jahr 1208 gegründet. Leider weiß man nicht genau, durch wen. Oft wird der Orden der Tempelritter genannt, wahrscheinlicher ist aber der kastilische Orden vom Heiligen Grab (Orden del Santo Sepulcro).
- Die schönste Aussicht auf die Stadt hat man vom einige Kilometer vom Stadtkern entfernt gelegenen Parador, der staatlichen Hotelkette Spaniens.
- Sehenswert ist auch der etwa 11 km südöstlich gelegene Palacio Real von La Granja. Der Palast ist nach dem Vorbild des Schlosses von Versailles errichtet und ist umgeben von einem Park, dessen Brunnen und Wasserspiele alle ohne zusätzliche Pumpen durch einen höhergelegenen See mit Wasser versorgt werden.
- Etwa 14 km südwestlich der Stadt liegt der Königliche Palast von Riofrío.

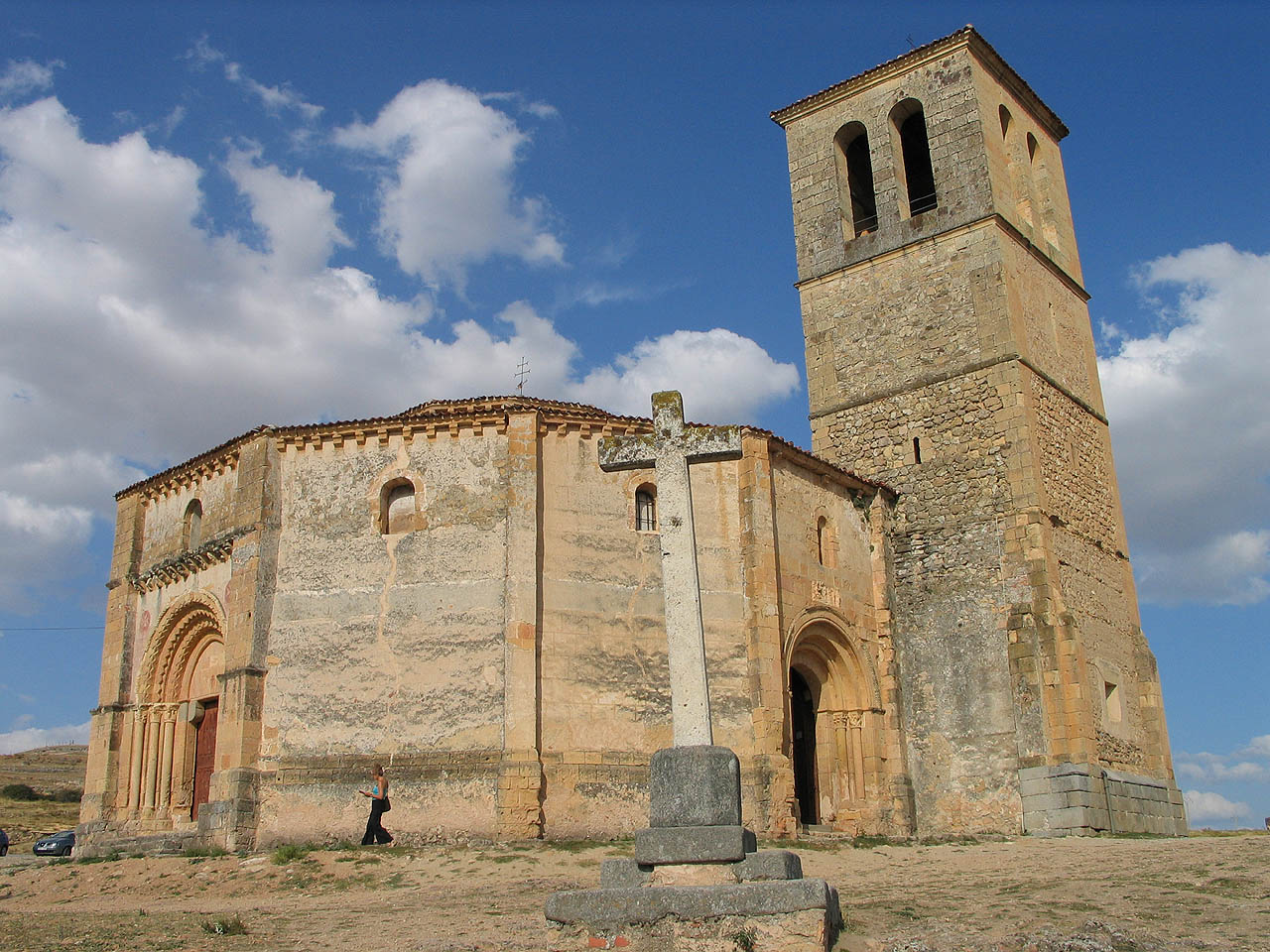
Kirche Vera Cruz
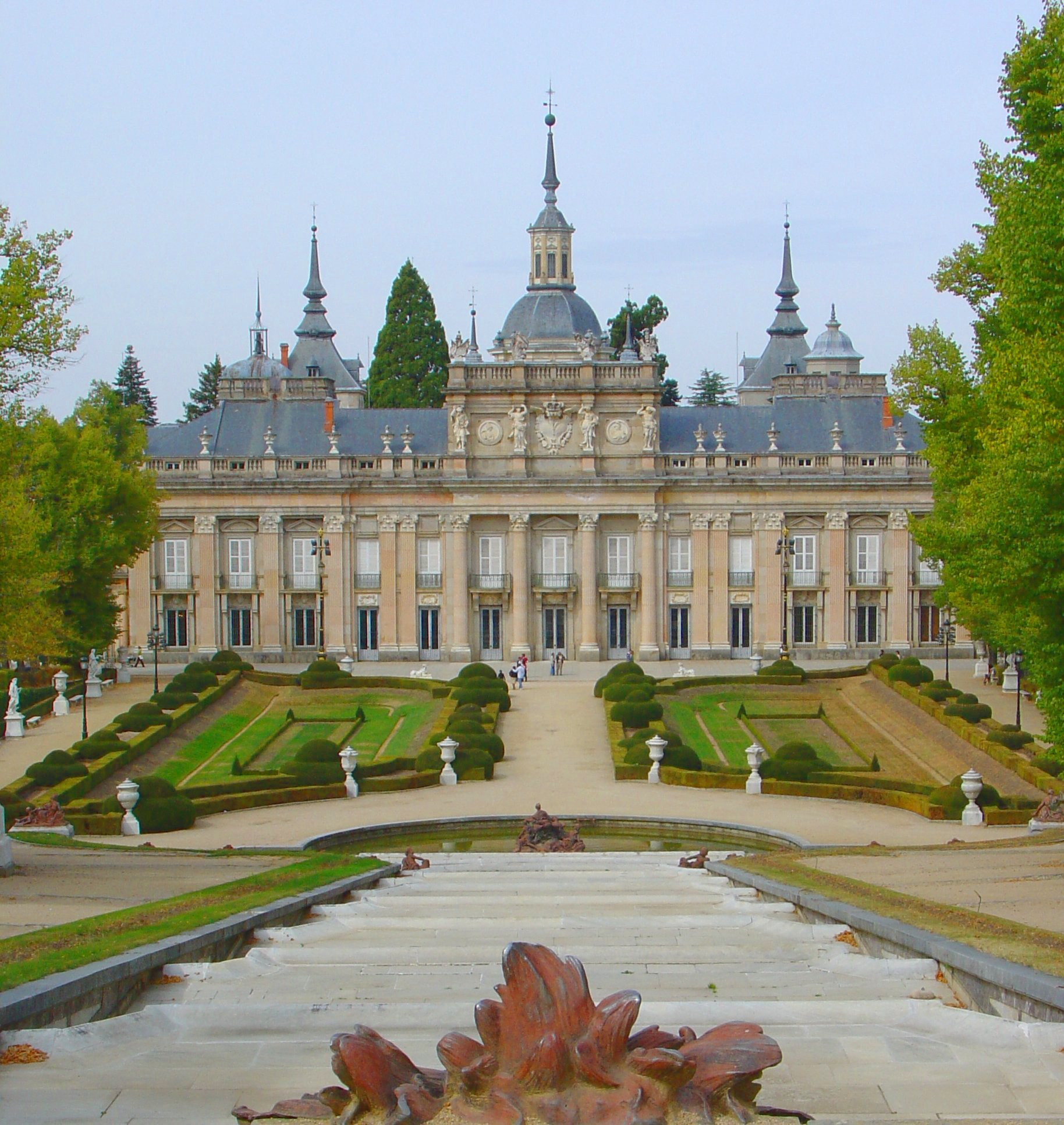
Palast von La Granja
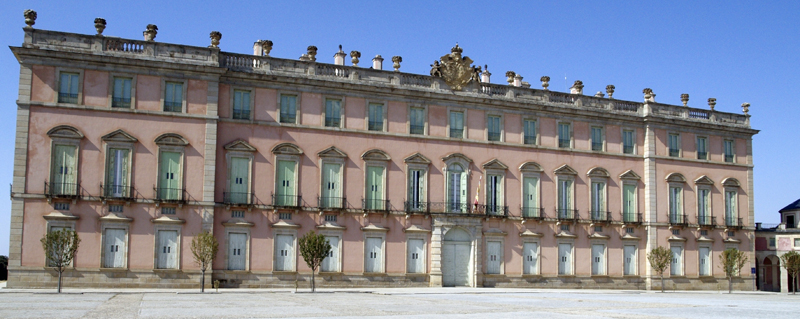
Palast von Riofrío

### Museen
Eine Reihe von Museen kann in Segovia besucht werden:
- Museum von Segovia
- Museum zeitgenössischer Kunst 'Esteban Vicente'
- Museum des Bischofspalasts
- Museum der Kunsthochschule
- Museum der Kathedrale
- Museum Zuloaga
- Haus-Museum von Antonio Machado
- Museum der Rodera-Robles Foundation
- Museum der Hexerei
- Waffenmuseum
- Museum Stadtmauer
- Museum der Gastronomie
- Jüdisches Zentrum[8]

## Städtepartnerschaften
Segovia unterhält Städtepartnerschaften mit
- Tucson, Arizona (USA)
- Tours, Centre-Val de Loire (Frankreich)
- Navalcarnero, Autonome Gemeinschaft Madrid (Spanien)
- Medina del Campo, Kastilien und León (Spanien)
- Marysville, Ohio (USA)
- Barquisimeto, Lara (Venezuela)
- Edinburgh, Schottland (Großbritannien)
- Bristol, England (Großbritannien)

## Söhne und Töchter der Stadt
- San Frutos († nach 715), legendärer Heiliger, Stadtpatron; jährliches Stadtfest Romería de San Frutos am 25. Oktober
- Dominicus Gundisalvi (1110–1181), Philosoph und Übersetzer
- Berenguela von Kastilien (1180–1246), Königin von Kastilien
- Abraham Senior (1412–1493), spanischer Magnat und Finanzmann
- Pedro Arias Dávila (um 1468–1531), Eroberer und spanischer Kolonialbeamter
- Domingo de Soto (1494–1560), Dominikaner, führender Vertreter der Spanischen Spätscholastik
- Andrés Laguna (1499–1559), Mediziner, Pharmazeutiker, Botaniker und Humanist
- Alphonsus Rodriguez (1532–1617), Jesuit, Heiliger
- Isabella Clara Eugenia von Spanien (1566–1633), spanische Infantin und Statthalterin der spanischen Niederlande
- Arsenio Martínez-Campos (1831–1900), General und Politiker
- Isabel de Ceballos-Escalera y Contreras (1919–1990), Kuratorin und Museumsleiterin
- Pedro Delgado (* 1960), ehemaliger Radrennfahrer
- Luis Ángel de las Heras Berzal (* 1963), Ordenspriester, Bischof von León
- Miguel Ángel Prieto (* 1964), Geher
- Lucía Jiménez (* 1978), Schauspielerin
- Javier Guerra (* 1983), Langstreckenläufer
- Elvira Sastre (* 1992), Schriftstellerin
- Águeda Marqués (* 1999), Leichtathletin

## Trivia
Die viertägige Handlung von Ernest Hemingways Bürgerkriegs-Roman „Wem die Stunde schlägt“ ist in den Bergen bei Segovia angesiedelt, Segovia wird mehrmals als Bezugspunkt erwähnt.